# Entfernet euch, ihr heitern Sterne
Entfernet euch, ihr heitern Sterne (BWV 1156 / BWV Anhang 9) ist eine verschollene Kantate von Johann Sebastian Bach, die er in Leipzig 1727 für den 57. Geburtstag von August II. in Leipzig komponierte. Am 12. Mai 1727, dem Geburtstag von August II., wurde sie von Studenten der Universität Leipzig auf dem Marktplatz unter Bachs Regie aufgeführt. Dem König wurde das von Christian Friedrich Haupt verfasste Libretto überreicht.

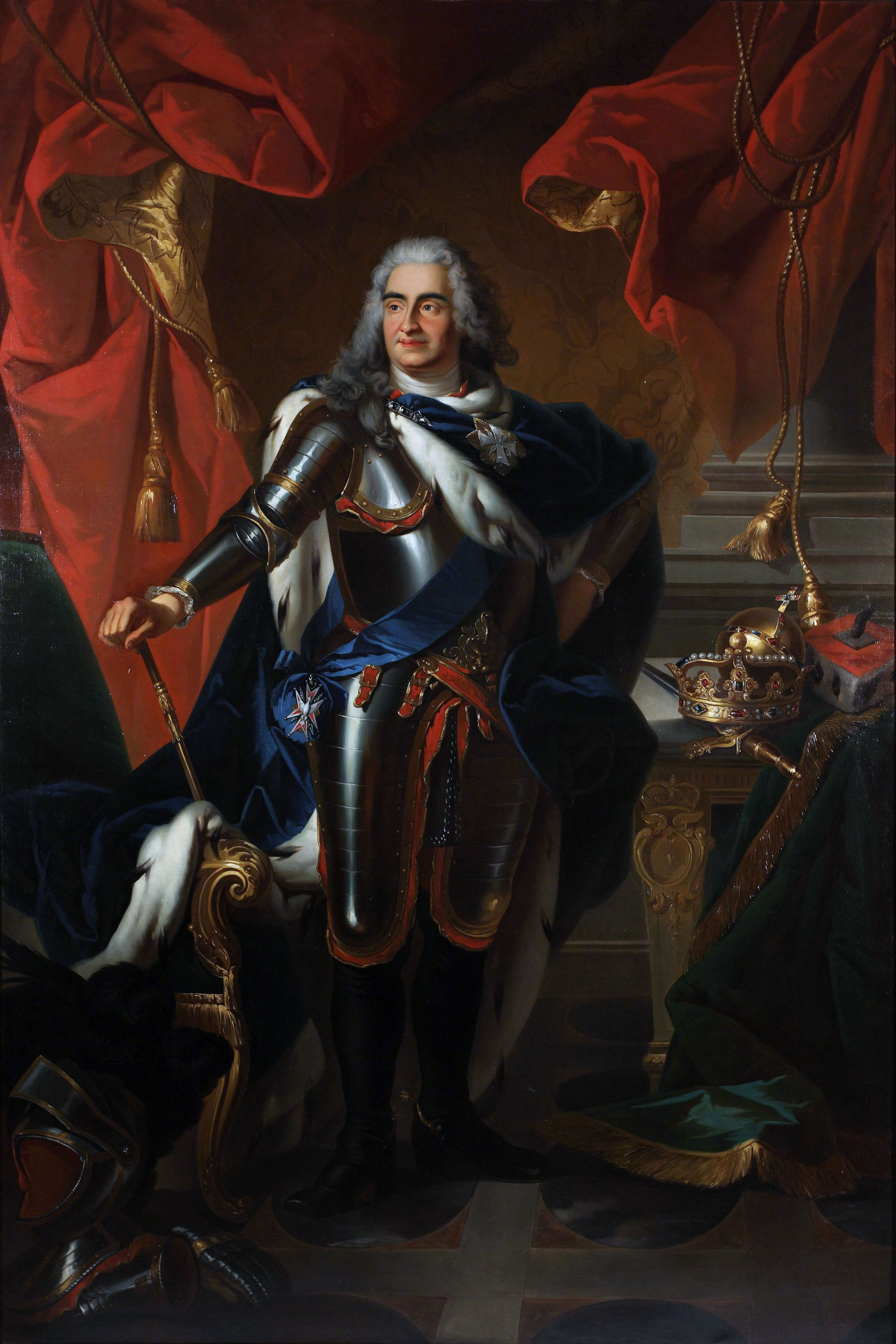
August II., für dessen Geburtstag die Kantate komponiert wurde.

Die Musik dieser Bachkantate ist verschollen. Aus dem erhaltenen Libretto geht jedoch die Vermutung hervor, dass mehrere Sätze aus der h-Moll-Messe daraus hervorgegangen sind. Aus der Musik dieser Messe ist eine Rekonstruktion der Kantate entstanden. Die Kantate zählt zu Bachs Werken für Feste der Universität Leipzig, Festmusiken zu Leipziger Universitätsfeiern.

## Aufnahmen
Die Rekonstruktion von Klaus Höfner wurde aufgenommen.